# Marcel Delattre
Marcel Delattre (Puteaux, 17 de novembre de 1939) va ser un ciclista francès que fou professional entre 1962 i 1965. Va destacar en el ciclisme en pista on va guanyar, com amateur, el Campionat del món en Persecució.

## Palmarès
- 1960
  -  Campió del món amateur en Persecució
- 1964
  -  Campió de França en Persecució